# Ópera seria
Ópera seria es un término musical que remite al estilo noble y "serio" de la ópera italiana que predominaba en Europa aproximadamente entre los años 1710 y 1770. El único rival popular de la opera seria era la opera bufa, el subgénero cómico sobre el cual la comedia del arte y su tendencia a la improvisación ejercieron una gran influencia.
La opera seria italiana (que siempre contaba con libretos en lengua italiana) se componía no solo en Italia, sino también en la Austria de los Habsburgo, Dresde y otros estados alemanes, Inglaterra y España, entre otros. Solo Francia desarrolló su propia tradición operística. 
La opera seria se basa en las convenciones del dramma per musica ("el drama a través de la música") de la época barroca, haciendo uso del modelo de aria da capo, con su forma A-B-A. En la primera parte se expone el tema principal; en la segunda, un tema secundario; y la tercera presenta una repetición del tema principal con variaciones en la parte cantada.
Una ópera prototípica de este período comienza con una obertura instrumental de tres tempos (rápido-lento-rápido); tras ello, se alternan una serie de recitativos —que pueden o no incluir partes dialogadas— con arias, a través de las cuales los personajes expresan sus sentimientos y emociones. Después de la interpretación de un aria, el cantante sale del escenario, lo que invita al público a aplaudir. Esta dinámica se mantiene en los actos de los que consta la ópera, y concluye con una parte coral o un dueto de tono optimista. Los cantantes interpretan un gran número de arias, que pueden reflejar diversos estados de ánimo, como la tristeza o la ira, bien en tono meditativo, bien en tono heroico. 
Las óperas del compositor alemán Georg Friedrich Händel representan la cumbre del género.

## Metastasio

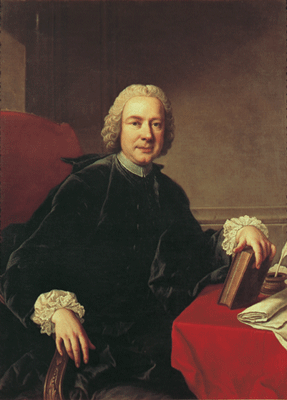
Pietro Metastasio.

Las convenciones dramáticas de los libretos de Metastasio contribuyeron más que los de ningún otro autor a configurar el formato de la ópera seria. En 1722, el brillante y joven poeta Pietro Trapassi, conocido como Metastasio, recibió el encargo de escribir un libreto para la celebración del cumpleaños de la Emperatriz de Austria. La composición recibió el nombre de "serenata" (literalmente "entretenimiento vespertino"), aunque esta pieza está mucho más relacionada con la tradición de los espectáculos de danza y canto representados en la corte en los siglos XVI y XVII que con lo que hoy conocemos como serenata musical. Se tituló Gli Orti Esperidi ("Los Jardines de las Hespérides"). Nicola Porpora, quien años más tarde había de ser maestro de Haydn, adaptó el texto a la música; el éxito conseguido fue tal que la afamada prima donna romana Marianna Bulgarelli —"La Romanina"— tomó a Metastasio como su protegido, ofreciéndole la posibilidad de recibir clases de música en su residencia y de relacionarse con los compositores más destacados del momento.
Bajo su tutela, Metastasio escribió un libreto tras otro, que serían adaptados rápidamente por los más grandes compositores de Italia y Austria, configurando el tono transnacional de la opera seria. De este período datan los títulos Didone abbandonata, Catone in Utica, Ezio, Alessandro nell' Indie, Semiramide riconosciuta, Siroe y Artaserse. Después de 1730 se instaló en Viena y escribió más libretos para el teatro imperial hasta 1745 aproximadamente. A este período pertenecen Adriano, Demetrio, Issipile, Demofoonte, Olimpiade, La Clemenza di Tito, Achille in Sciro, Temistocle, Il Re Pastore y el que sería su mejor libreto, Attilio Regolo. Para los libretos, Metastasio y sus imitadores solían tomar como fuente de inspiración los dramas de la Antigüedad Clásica que contaban con personajes dotados de cualidades principescas y un fuerte sentido de la moralidad, y en los cuales se daban conflictos entre el amor, el honor y el deber, todo ello en un lenguaje ornamentado y elegante. El contraste entre el Barroco temprano de Bernini y el Barroco tardío de Jules Hardouin Mansart en arquitectura puede servir para ilustrar la comparación entre las óperas compuestas en el Barroco de los primeros años —siglo XVII— y las citadas anteriormente, ya que estas últimas son, al igual que la arquitectura del Barroco tardío, más académicas y disciplinada.

## La época de laopera seria
La época de la opera seria coincide con el auge de los castrati, cantantes varones provistos de una voz prodigiosa a los que se les asignaba para interpretar a personajes masculinos heroicos. Su auge, unido al que experimentó la nueva figura de la prima donna, llevó a los compositores a crear una música vocal cada vez más compleja, dado que este tipo de cantantes poseían extraordinarias habilidades técnicas. En algunos casos se componían óperas destinadas a un cantante concreto. El más claro ejemplo es el de Farinelli, cuyo debut en 1722 coincidió con la llegada de la propia opera seria.
Dadas las numerosas convenciones estilísticas de la opera seria, componer un drama de calidad suponía un reto considerable; probablemente por este motivo muchas de las composiciones de este género constaban de poco más que de personajes estereotipados y exhibicionismo vocal. Sin embargo, algunos autores trascendieron el género; el más importante de ellos fue el brandeburgués Georg Friedrich Händel (1685–1759), quien escribió alrededor de cincuenta óperas, la mayoría de ellas para los teatros de Londres, donde pasó la mayor parte de su vida. No obstante, Johann Adolph Hasse (1699-1783) alcanzó mayor fama en vida que este.
Handel supo crear personajes de carne y hueso al mismo tiempo que respetaba las convenciones del género, gracias a su genio lírico y dramático. Pero tras su muerte el gusto musical cambió, y sus óperas cayeron en el olvido, excepto algunos fragmentos tales como el conocido larghetto de Serse, "Ombra mai fù".
El renovado interés por la música barroca en los años 1960, el desarrollo de la voz de contratenor y de los estilos musicales con instrumentos originales provocó el renacer de las óperas italianas de Handel, y desde entonces muchas de ellas han vuelto a representarse y a ser grabadas en diversos formatos. De las cincuenta que compuso entre los años 1705 y 1738, Alcina (1735), Ariodante (1735), Orlando (1733), Rinaldo (1711,1731), Rodelinda (1725) y Serse (también conocida como Xerxes) (1738) son las que se representan más regularmente en teatros de ópera y salas de concierto. Sin embargo, su mejor obra - y probablemente la mejor de todos los tiempos - es Giulio Cesare (1724), un despliegue de fuerza vocal y maestría en la composición orquestal.
Wolfgang Amadeus Mozart (1756–91) fue el descendiente más directo de Handel en el género de la opera seria, aunque ya por entonces esta forma de ópera había caído en desuso. Sus contribuciones más destacables son Idomeneo, re di Creta (1781) y La clemenza di Tito (1791). Durante la mayor parte del siglo XIX y principios del XX, estas dos óperas fueron prácticamente desconocidas, pero con el comienzo de la década de los '60 ambas se hicieron un hueco en el repertorio operístico del momento. La música que Mozart compuso para estas óperas posee una gran belleza, pero los personajes, tomados de la tradición clásica de acuerdo con las convenciones del género, no alcanzaron el mismo nivel de incandescencia dramática que las tres óperas cómicas cuyo libreto escribió Lorenzo da Ponte.
Otros autores que contribuyeron al género fueron Christoph Willibald Gluck (1714–87), Luigi Cherubini (1760–1842), y Gaspare Spontini (1774–1851). Gluck intentó reformar la opera seria devolviendo a la acción dramática su papel principal, por encima incluso del de los cantantes; además, suprimió el recitativo secco y el da capo en las arias de sus óperas. Cherubini y Spontini también compusieron sus obras conforme a estas características. Estos tres compositores suscitaron gran admiración entre sus compañeros Beethoven y Berlioz, y fueron más elogiados por la crítica que admirados por el público. Llegada la época napoleónica, cuando el efecto brillante y efervescente de las óperas de Rossini se extendió por el continente con su pirotecnia vocal, las austeras óperas de estos tres autores pasaron de moda. Sin embargo, también Rossini adaptó libretos de Metastasio a este nuevo tipo de música.